# Markus Wildhagen
Markus Wildhagen (* 26. Mai 1966 in Düsseldorf) ist ein deutscher Kunst- und Antiquitätenhändler.

## Leben
Wildhagen besuchte die Realschule Graf-Recke-Straße in seiner Heimatstadt. Danach absolvierte er bei Wayss & Freytag eine Ausbildung zum Industriekaufmann. Von 1988 bis 1993 arbeitete er als Kaufmännischer Sachbearbeiter bei dem Kölner Papiergroßhändler Schneidersöhne.
Seit 1993 betreibt er einen Antiquitäten- und Kunsthandel mit Requisitenverleih in Düsseldorf-Unterbilk und gilt europaweit als größter Anbieter. Der auf 1300 m² ausgestellte Fundus mit etwa 20.000 Einzelstücken hat seine Schwerpunkte im Jugendstil, dem Art déco, dem Bauhaus sowie den 1950er und 1970er Jahren. Seine Requisiten waren Teil der Sets von Hunderten von Film- und Fernsehproduktionen wie Das Parfum – Die Geschichte eines Mörders, Hotel Lux, Marlene, Das Adlon. Eine Familiensaga, Das Wunder von Bern und Der Untergang sowie Grand Budapest Hotel. Bisweilen wird Wildhagens Ladenlokal für Fotoshootings für Modeaufnahmen, Werbekampagnen und Buchillustrationen genutzt, oder auch, wie im Jahr 2012, für Fotoaufnahmen für ein Plattencover der britischen Band Wishbone Ash. Darüber hinaus ist Wildhagen bei der Gestaltung von Inneneinrichtungen für Geschäfte, Messestände, Cafés oder Restaurants beratend und ausführend tätig, zudem ist er Mitbetreiber einer Agentur für Eventmanagement.
Deutschlandweite Bekanntheit erreichte Wildhagen durch seine Auftritte als Kunst- und Antiquitätenhändler in der ZDF-Fernsehsendereihe Bares für Rares, deren Händlerteam er seit 2017 angehört.
Wildhagen ist verheiratet und hat einen Sohn.

## Auszeichnungen
Wildhagen gewann mit seinem Ladenlokal den von den Stadtwerken Düsseldorf ausgeschriebenen Wettbewerb „Top Locations 2016 Unterbilk“ in der Kategorie „Art & Culture“.